# ICab
iCab ist ein Webbrowser für macOS, Mac OS und iOS. iCab verwendet die Browser-Engine WebKit.

## Ziele
Ein Ziel von iCab ist es, ein möglichst standardkonformer Browser zu sein. So zeigt iCab für Webseiten die Konformität zum HTML-Standard an, listet auf Wunsch auch die gefundenen Fehler und bietet im Kontextmenü die Option zur Überprüfung einer Webseite durch den W3C-Validator an. Ab Version 3.0 besteht iCab den Acid-Test, mit dem die Darstellungsfähigkeiten von Webbrowsern geprüft werden.

## Geschichte
iCab hat seine Wurzeln in CAB, dem Crystal Atari Browser. Dessen Entwickler, der Darmstädter Alexander Clauss, ist auch heute noch die fast einzige Person, die an iCab schreibt, lediglich die JavaScript-Engine stammt von Thomas Much.
Als iCab Anfang 1999 erschien, beeindruckte es durch seine Geschwindigkeit, geringe Größe und sparsamen Umgang mit dem zur Verfügung stehenden Speicher im Vergleich mit den damals zur Verfügung stehenden Alternativen Netscape Navigator und Internet Explorer. Dazu kamen umfangreiche Filterfunktionen für teilweise unerwünschte Web-Inhalte wie Werbebanner, Cookies, Pop-up-Fenster und mehr, die im Laufe der Zeit immer ausgefeilter wurden. iCab ist zurzeit der Browser mit den meisten Filteroptionen.
Obwohl iCab seit seinem Erscheinen ein vollständiger Webbrowser ist, wurden die bisher erschienenen Versionen lange Zeit als Preview (= Vorschau) bezeichnet, um anzuzeigen, dass noch nicht alle geplanten Funktionen realisiert worden sind. Insbesondere die CSS-Unterstützung war lange Zeit noch unvollständig. Eine „fertige“ Version war bereits für Anfang 2002 erwartet worden; die Fertigstellung verzögerte sich jedoch. Eine erste Beta zu Version 3.0 erschien im Dezember 2004.
Die Version 4 von iCab, erschienen am 1. Januar 2008, wurde komplett neu geschrieben, basierte auf Cocoa anstatt Carbon, womit die Browser-Engine WebKit zum Einsatz kam, und benötigte mindestens Mac OS X 10.3.9.
Die am 28. September 2020 erschienene Version 6 von iCab war eine komplette Neuentwicklung mit vielen neuen und einigen zum Teil stark veränderten alten Features. Die Version basierte auf der neueren modernen Web-Engine des macOS und unterstützte auch Web-Technologien, die die alte Web-Engine früherer iCab-Versionen nicht unterstützt hatte. Die minimale macOS-Version für die Nutzung dieser Version war macOS 10.13.
Für ältere Systeme (einschließlich 68k-Macs) bis zu Mac OS 7.5 ist noch die Version 2.9.9 erhältlich, die jedoch nicht mehr weiter entwickelt wird.
Für das iPhone, den iPod touch und das iPad von Apple gibt es eine spezielle Version des Browsers, genannt iCab Mobile.

## Versionsgeschichte

### iCab
Die letzten Versionen des Browsers für Desktop- und Laptop-Rechner:
- iCab 6.2.1 (5. Mai 2023)
- iCab 6.2 (2. April 2023)
- iCab 6.1.5 (21. Dezember 2022)
- iCab 6.1.4 (1. August 2022)
- iCab 6.1.3 (29. Mai 2022)
- iCab 6.1.2 (3. Mai 2022)
- iCab 6.1.1 (29. April 2022)
- iCab 6.1 (29. April 2022)
- iCab 6.0.15 (10. Januar 2022)
- iCab 6.0.14 (5. August 2021)
- iCab 6.0.13 (2. August 2021)
- iCab 6.0.12 (30. Juli 2021)
- iCab 6.0.11 (23. März 2021)
- iCab 6.0.10 (14. Februar 2021)
- iCab 6.0.9 (13. Januar 2021)
- iCab 6.0.8 (10. Januar 2021)
- iCab 6.0.8 (10. Januar 2021)
- iCab 6.0.7 (12. Dezember 2020)
- iCab 6.0.6 (18. November 2020)
- iCab 6.0.5 (31. Oktober 2020)
- iCab 6.0.4 (16. Oktober 2020)
- iCab 6.0.3 (1. Oktober 2020)
- iCab 6.0.2 (29. September 2020)
- iCab 6.0.1 (28. September 2020)
- iCab 6.0 (28. September 2020 – komplette Neuentwicklung, basierend auf der neueren modernen Web-Engine des macOS, nutzbar ab macOS High Sierra 10.13)
- iCab 5.9.2 (4. März 2020)
- iCab 5.9.1 (23. Februar 2020)
- iCab 5.9 (21. Februar 2020)
- iCab 5.8.6 (28. September 2018)
- iCab 5.8.5 (20. Juni 2018)
- iCab 5.8.3 (17. März 2017)
- iCab 5.8.2 (6. März 2017)
- iCab 5.7 (4. August 2016)
- iCab 5.6.2 (28. November 2015)
- iCab 5.6.1 (28. November 2015)
- iCab 5.6 (23. November 2015) – Anpassungen an OS X El Capitan 10.11
- iCab 5.5 (30. Oktober 2014) – Anpassungen an OS X Yosemite 10.10
- iCab 5.2 (3. Juni 2014) – Verbesserungen für OS X Mavericks 10.9
- iCab 5.1.1 (13. September 2013)
- iCab 5.1 (2. September 2013)
- iCab 5.0.1 (12. Juni 2012)
- iCab 4.9 (8. Juni 2012, letzte mit Mac OS X Panther 10.3.9 und Tiger 10.4.11 kompatible Version)

### iCab Mobile
Versionsgeschichte für iCab Mobile (nur die größeren Versionen und die aktuelle Version):
- Version 10.7.4 (7. Februar 2024)
- Version 10.7.2 (10. März 2023)
- Version 10.7 (28. Februar 2023)
- Version 10.6.7 (20. Dezember 2022)
- Version 10.6.6 (2. August 2022)
- Version 10.6.5 (3. Juli 2022)
- Version 10.6.1 (21. April 2022)
- Version 10.6 (13. April 2022)
- Version 10.5.1 (24. Februar 2022)
- Version 10.5 (23. Februar 2022)
- Version 10.4 (10. Dezember 2021)
- Version 10.3 (11. Oktober 2021)
- Version 10.2.3 (13. August 2021)
- Version 10.2.2 (31. Juli 2021)
- Version 10.2.1 (19. Mai 2021)
- Version 10.2 (10. März 2021)
- Version 10.1.3 (5. Januar 2021)
- Version 10.1.2 (4. Januar 2021)
- Version 10.1.1 (17. November 2020)
- Version 10.1 (9. November 2020)
- Version 10.0.3 (23. Oktober 2020)
- Version 10.0.2 (15. Oktober 2020)
- Version 10.0.1 (3. Oktober 2020)
- Version 10.0 (28. September 2020)
- Version 9.11 (30. Mai 2018)
- Version 9.0 (5. November 2015)
- Version 8.0 (28. März 2014)
- Version 7.0 (10. Mai 2013)
- Version 6.0 (21. Juli 2012)
- Version 5.0 (29. August 2011)
- Version 4.0 (8. Oktober 2010)
- Version 3.0 (1. April 2010)
- Version 2.0 (5. November 2009)
- Version 1.0 (21. April 2009)